# Japanese Enhanced Graphics Adapter
JEGA (Japanese Enhanced Graphics Adapter) はAX規格のために用意された日本語表示用のハードウェアまたはシステム。アスキーとチップス・アンド・テクノロジーズの共同で開発された。機能の中心を担うチップは同社らによって供給され、実際のハードウェアへの実装はAXパソコンを製造する各メーカーによって行われた。
EGA上位互換だが 640x480 の解像度（後に普及したVGAの640x480モードとはハードウェアの互換性はない）を持ち、4:3画面上でアスペクト比率1:1を実現、シフトJISコードをそのまま表示できる漢字ROMなど、日本語対応の拡張機能を持つ。

## JEGA
JEGAではチップス・アンド・テクノロジーズのSuper EGA（EGA上位互換）ビデオチップP82C435とアスキーのJEGAチップV6367を組み合わせて採用した。テキスト（文字表示）モードではCPUとビデオチップ（のビデオメモリ）との間にV6367が介在し、ビデオチップはグラフィックモードで動作しCPUがテキストVRAMに書き込むとV6367がビデオチップのグラフィックVRAMに書き込むという仕組みである。当時はVESAがなかったとはいえ特定メーカーの製品の画面モードを採用したため、その後もP82C435の上位互換品しか使用できなかった。

### 基本的な仕様
JEGAはEGAのハードウェアをそのまま拡張した設計になっている。日本語テキストモードではEGAと同様にセグメントアドレスB800から始まるメモリアドレス空間に32KBのテキストVRAMが割り当てられ、シフトJISの文字コードを書き込むことでその文字コードに対応した日本語文字が表示される。日本語グラフィックモードもEGAと同様に4枚のプレーン（赤、緑、青、輝度）を持ち、セグメントアドレスA000から始まるメモリアドレス空間に同時に1プレーンだけ割り当ててアクセスすることができる。EGAと同じく、ビデオチップのレジスタを使って複数プレーンへの同時書き込みも可能である。
カラーパレットもまたEGAと同じ仕様になっている。すなわち、パレットは64色から16色を選択し、それに対応したパレット番号を4枚のプレーンに書き込むことで、文字またはピクセルの表示色を指定する。

### 表示システム
JEGAの表示システムは2種類存在し、テキスト画面とグラフィック画面を重ねて表示できるAX-2と、排他的にしか表示できないAX-1が策定されている。AX-2はSuper EGAチップとビデオメモリを二重に搭載している。そのため、BIOSレベルではサポートされていないが、ハードウェアに直接アクセスすればテキスト画面を2画面、またはグラフィック画面を2画面に構成することもできた。

### 表示モード
画面解像度は640x480ピクセル。これはSuper EGAで拡張されたモードで、オリジナルのEGAには存在しない。また、AX-2システムでサポートされるテキスト画面とグラフィック画面の重ね合わせも、EGAには存在しない機能である。
JEGAで新たに追加された機能はCRT BIOSで日本語モードに設定することで有効になる。システムリセット時にはCRT BIOSは英語モードに設定されており、これによってEGAとの互換性を確保している。
JEGAはEGAでサポートされている表示モードに加え、次のモードを標準でサポートしている。
- テキスト 80字×25行、有効解像度は640×480ピクセル、8ページ（EGAのモード3hを上書き）
- テキスト 80字×25行、有効解像度は640×480ピクセル、8ページ、グラフィック画面と重ね表示（EGAのモード2hを上書き）
- グラフィック 640×480ピクセル、1ページ
- グラフィック 640×480ピクセル、1ページ、テキスト画面と重ね表示

## AX-VGA
後のAX-VGA/Hはこの方式を踏襲し、VGAのグラフィックモードに日本語チップが書き込むという仕組みである。画面モードが規格化されたVGAに規定されたため、VGAの画面モードに対応したビデオチップであればどれでも使用できるようになった。
この日本語チップの動作をソフトウェアでエミュレートしたものがAX-VGA/Sである。DOS/Vと似た仕組みであるが、DOS/Vと異なり日本語ドライバとメモリマネージャが一体だったため、汎用性に欠けたものとなっていた。ハードウェアの要件もビデオBIOS(Int 10h)の拡張で実装したDOS/Vの286以上に対し、AX-VGA/Sは仮想86モードにより日本語チップの機能をエミュレートしていたため、386以上を要求した。